# 美濃溪

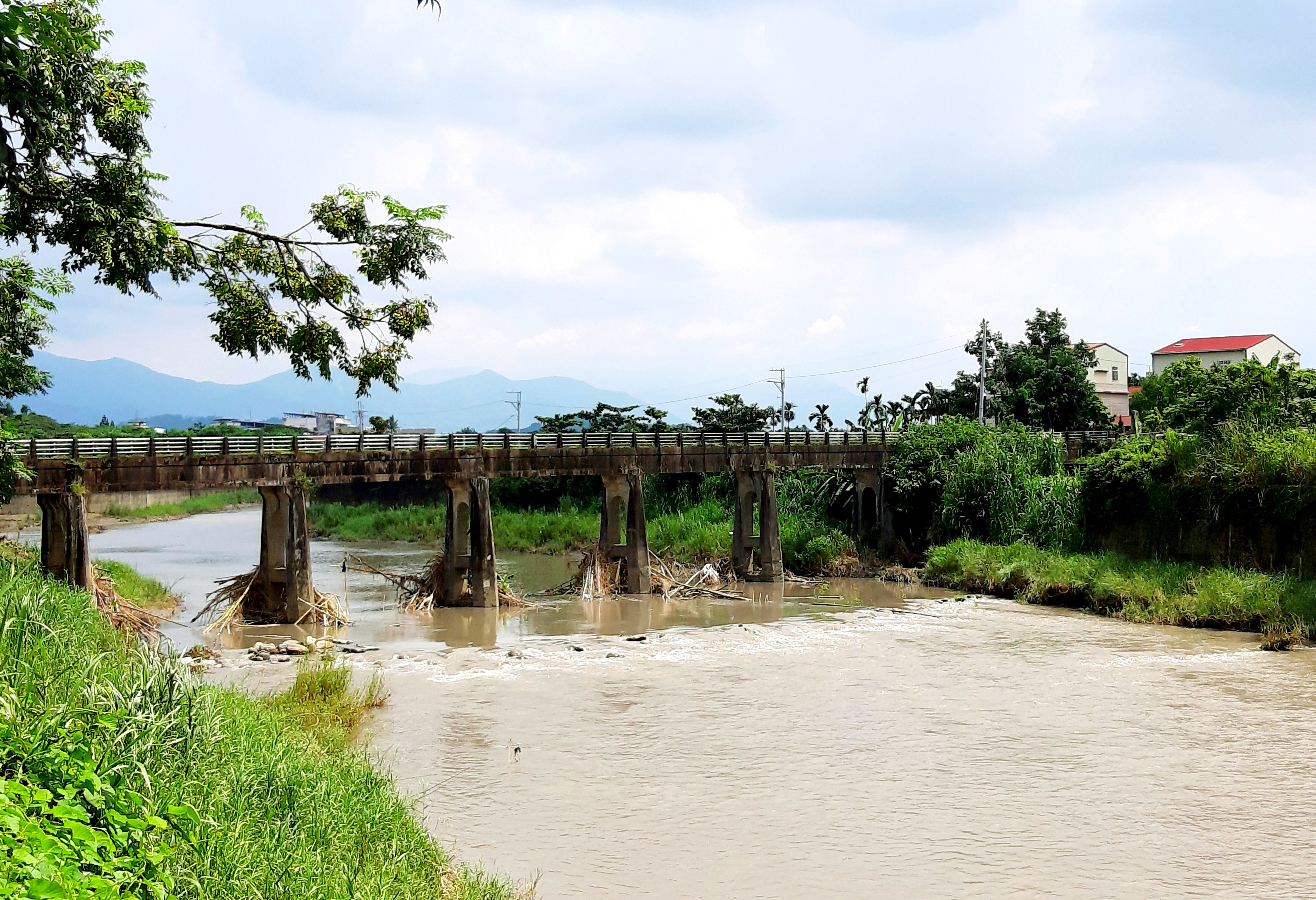
美濃溪上的美濃水橋

美濃溪位於台灣南部，屬於高屏溪水系，為旗山溪的支流，主流河長28.5公里，流域面積114平方公里，分布於高雄市旗山區、美濃區及杉林區。主流上游為雙溪，發源杉林區新庄里南勢坑東側約1公里處，向南轉西南流經廣林、廣興後，改稱美濃溪。本流轉向西流經美濃、再轉向西南流經福安、德興、清水，於旗山區的十八份匯入旗山溪。

## 美濃水庫計畫
基於高屏地區經濟建設的用水需求，經濟部於民國55年成立「高屏溪流域規劃工作處」，專責進行研究規劃工作。民國59年提出的《高屏溪流域開發規劃報告》中，提出了包括美濃水庫在內四個多目標水庫計畫及兩個單目標水庫計畫。民國65年，政府決議採第一優先的美濃水庫為水資源開發計畫。民國76年委託中興工程顧問社進行規劃，79年將計畫提於環保署進行環境影響評估審查，依審查結論再進行為期二年的再評估，直到民國81年通過環評，同年11月通過行政院的核定，即組成「美濃水庫建設委員會」，開始推動水庫建設。
規劃中的美濃水庫為一具有灌溉、給水、發電功能的多目標水庫，壩址位於美濃區廣林里附近，為一離槽水庫，採用土石壩設計，蓄水高度為147公尺，主要水源是來自美濃溪上游集水區及荖濃溪築壩攔截引水，完成後單獨運轉日供水量可達110萬噸。
然而由於地方人士考量環境生態及水庫安全問題，反對水庫興建計畫，迄今尚未動工。政府改為推動荖濃溪越域引水入曾文水庫、南化水庫加高、吉洋人工湖等替代方案，以解決水資源需求問題。

## 美濃溪水系主要河川
- 美濃溪：高雄市旗山區、美濃區、杉林區
  - 南頭河：高雄市美濃區
  - 竹子門溝：高雄市美濃區
  - 橫溝：高雄市美濃區
  - 雙溪河 ( 雙溪 )：高雄市美濃區、杉林區
    - 段港溪：高雄市美濃區
    - 大坑溪：高雄市美濃區
    - 坦水坑溪：高雄市美濃區
    - 東勢坑溪：高雄市美濃區